# Pelistega europaea
Pelistega europaea es una especie de  bacteria gramnegativa del género Pelistega. Fue descrita en el año 1998, es la especie tipo. Su etimología hace referencia a Europa. Es aerobia e inmóvil. Tiene un tamaño de 0,2-0,4 μm de ancho por 1-2 μm de largo. Forma colonias convexas, circulares, lisas, con márgenes enteros y de color grisáceo-amarillo en agar sangre tras 24-48 horas de incubación. No crece en MacConkey. Temperatura óptima de crecimiento de 37 °C. Catalasa y oxidasa positivas. Tiene un contenido de G+C de 42-43%. Se ha aislado del tracto respiratorio de palomas en Bélgica y Alemania.